# Ружићи (Пореч)
Ружићи  (итал. Rusi) је насељено место у Републици Хрватској у Истарској жупанији. Административно је у саставу Града Пореча.

## Становништво
Према последњем попису становништва из 2001. године у насељу Ружићи живео је само 1 становник који је живео у једном самачком домаћинставу.
Кретање броја становника по пописима 1857—2001.
| година пописа  | 1857. | 1869. | 1880. | 1890. | 1900. | 1910. | 1921. | 1931. | 1948. | 1953. | 1961. | 1971. | 1981. | 1991. | 2001. |
| бр. становника | 0     | 0     | 20    | 32    | 16    | 34    | 0     | 0     | 18    | 19    | 15    | 16    | 6     | 3     | 1     |

Напомена:У 1857, 1869, 1921. и 1931. подаци су садржани у насељу Жбандај. У 1880. исказано под именом Русић, а од 1890. до 1910. под именом Рушић Од 1880. до 1910. и у 1948. исказивано као део насеља. 